# Giuseppe Navone
Giuseppe Navone (Genova, 8 maggio 1855 – Genova, 1917) è stato uno scultore italiano, attivo a Genova a cavallo fra XIX e XX secolo. Il luogo e la data di nascita sono sconosciuti.

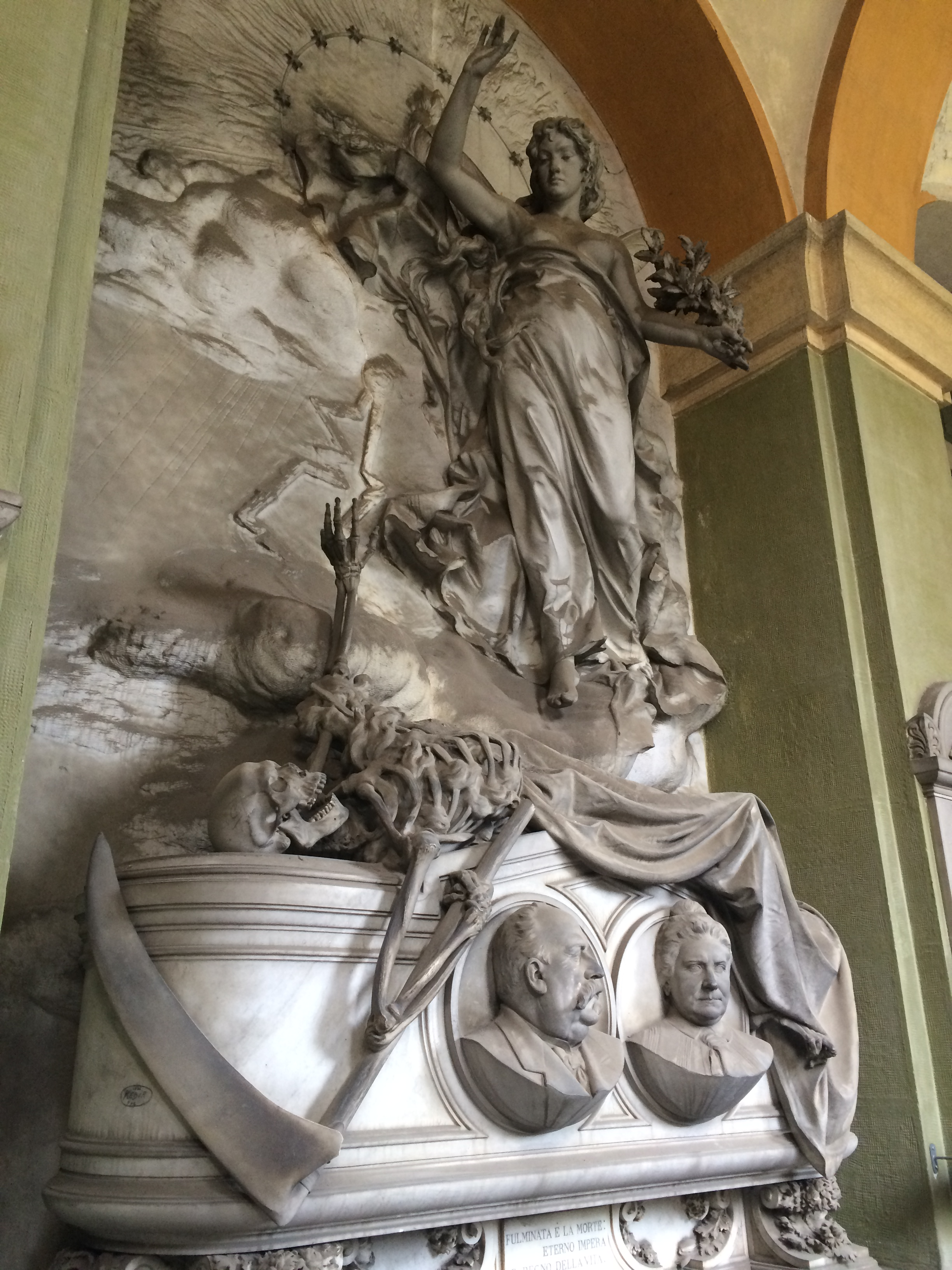
Tomba Salvatore Queirolo - Cimitero monumentale di Staglieno.jpg

Nel 1891 realizzò il Cippo Gaggini, uno dei più prestigiosi monumenti presenti nel cimitero monumentale di Staglieno. Nella scultorea funebre, apparteneva alla scuola che si rifaceva al cosiddetto realismo borghese, ovvero ad una visione molto realistica del defunto, spesso raffigurato assieme a suoi cari. Tale pensiero era in perfetta sintonia con l'evolversi di una borghesia mercantile e industriale, come quella genovese dell'epoca, enormemente propulsiva in quel periodo e che tesa lasciare di sé un ricordo quasi didattico.
Navone si spostò poi, nel corso della sua carriera, verso una visione più compatta del soggetto scolpito, accentuandone anche i caratteri simbolisti.
Lavori di questa impostazione sono anche, sempre nell'ambito del principale cimitero genovese, la Tomba Salvatore Queirolo (del 1901), la Tomba Pastorini (del 1902), la Tomba Bartolomeo Queirolo (del 1910, opera nella quale Navone approda allo stile chiaramente liberty che segue l'evoluzione del cimitero di Staglieno tesa a contrapporre la tematica inerente alla dicotomia eros-tanatos, ovvero il rapporto fra amore e morte. I suoi angeli accompagnatori del defunto sono magnifiche figure femminili e la morte stessa è spesso raffigurata da una bella e sensualissima donna.
Il contesto storico dell'opera di Navone è preciso: l'evoluzione della borghesia genovese ha raggiunto il suo culmine e sta iniziando la parabola discendente; alcuni storici dell'arte paragonano le sue raffigurazioni con le concubine del morto, le piccole statue che venivano messe nella sala tombale dei faraoni e dei notabili egizi.
Navone muore nel 1917 presso la sua città natale, ma, in base alle sue ultime volontà, il suo corpo ricevette sepoltura nel cimitero monumentale di Alessandria.